# Albin Ekdal
Albin Ekdal (n. 28 iulie 1989, Stockholm) este un fotbalist suedez care joacă pentru Spezia Calcio.

## Cariera
Este unul dintre jucătorii de perspectivă în care Juventus Torino a investit pentru viitor, alături de Sebastian Giovinco, Paolo De Ceglie sau Claudio Marchisio. Ekdal și-a început cariera de jucător profesionist la începutul sezonului 2007 al campionatului național, în lotul modestei echipe IF Brommapojkarna. A fost imediat remarcat de cele mai importante echipe ale Europei, dar a refuzat oferte din partea lui Chelsea sau Inter la dorința tatălui său care l-a îndemnat ca mai întâi să își termine studiile. În 2008 Juventus a fost cea care a reușit să își asigure serviciile sale, semnând un contract valabil pe patru ani la data de 23 mai 2008.
Deși inițial Ekdal trebuia să se alăture lotului echipei de tineret a lui Juventus, el a făcut pregătirea de vară împreună cu echipa mare pentru care a și apucat să debuteze pe 18 octombrie 2008, în înfrângerea bianconerilor de la Napoli (1-2), tânărul mijlocaș suedez intrând în minutul 75 în locul danezului Christian Poulsen, accidentat. Este împrumutat la Siena, echipă la care joacă 26 de meciuri și marchează un gol, dar pe care nu reușește să o ajute să scape de la retrogradare. Juventus vinde apoi 50% din drepturi către Bologna, iar în cele din urmă ajunge la Cagliari.